# Ambrosia (thần thoại)

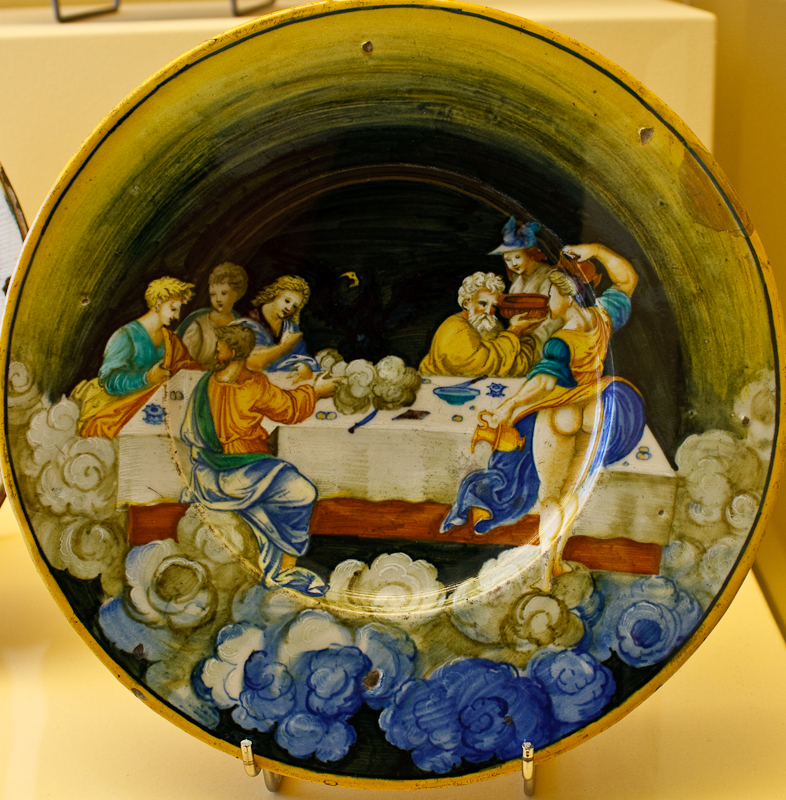
The Food of the Gods on Olympus (1530), món ăn majolica do Nicola da Urbino vẽ

Trong thần thoại Hy Lạp cổ đại, ambrosia (tiếng Hy Lạp: ἀμβροσία, "bất tử") là đôi khi là thức ăn hoặc thức uống của các vị thần Hy Lạp, thường được mô tả là có thể ban tặng tuổi thọ và sự bất tử cho bất cứ ai dùng nó. Nó được vận chuyển đến các vị thần tại Olympus bởi bồ câu.